# Rudnivka (Krovne), Sumî
Rudnivka (în ucraineană Руднівка) este un sat în comuna Krovne din raionul Sumî, regiunea Sumî, Ucraina.

## Demografie
Componența lingvistică a localității Rudnivka
     Ucraineană (95,41%)
     Rusă (4,59%)
Conform recensământului din 2001, majoritatea populației localității Rudnivka era vorbitoare de ucraineană (95,41%), existând în minoritate și vorbitori de rusă (4,59%).